# Lauter (Bavière)
Pour les articles homonymes, voir Lauter.
Lauter est une commune de Bavière (Allemagne), située dans l'arrondissement de Bamberg, dans le district de Haute-Franconie.